# 秋弘号

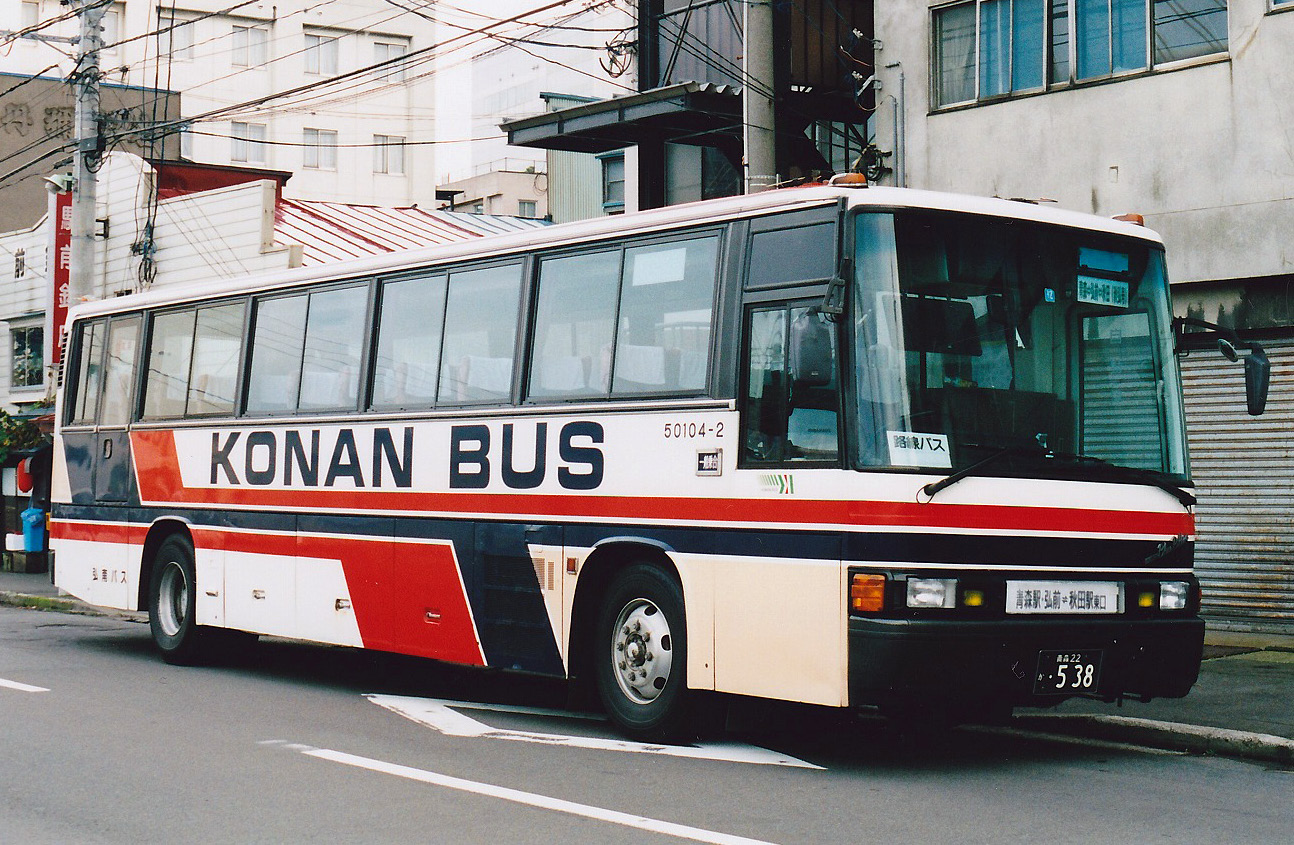
秋弘号

秋弘号（あきひろごう）は、かつて青森県青森市と秋田県秋田市を結んでいた、弘南バスが運行していた高速バスである。

## 運行経路
運行開始（2003年4月25日）から同年7月24日まで
弘前バスターミナル - （大鰐弘前IC） - （東北自動車道） - （碇ヶ関IC） - （国道7号） - （大館西道路） - （道の駅たかのす） - （能代南IC） - （秋田自動車道） - （秋田北IC） - 秋田駅東口
2003年7月25日から運行終了（2004年3月4日）まで
青森駅 - （青森中央大橋） - （国道7号青森環状道路） - （青森IC） - （東北自動車道） - （国道7号） - （浪岡IC） - 浪岡 - （国道7号） - 弘前バスターミナル - （大鰐弘前IC） - （東北自動車道） - （碇ヶ関IC） - 碇ヶ関 - （国道7号） - （大館西道路） - （国道7号） - 鷹巣（道の駅たかのす） - （国道7号） - 能代（ホテルエイト前） - （能代南IC） - （秋田自動車道） - （秋田北IC） - 秋田駅東口
途中停留所間の乗降には制限があった（青森～碇ヶ関間、能代～秋田間での利用不可など）。

## 運賃
- 青森駅～秋田駅間 - 2,400円
- 弘前バスターミナル～秋田駅間 - 2,000円

## 歴史
- 2003年4月25日 - 弘前バスターミナル～秋田駅東口間で運行開始。弘前営業所担当。
- 2003年7月25日 - 青森駅発着に延長、途中停留所追加。担当営業所が青森営業所となる。
- 2004年3月4日 - 廃止。

## その他
- 途中、弘前バスターミナル・道の駅たかのすで休憩。
- 弘南バスは当初秋田中央交通と共同運行したかったが、秋田市営バスの移管作業に追われていたため断られ単独運行になった。[要出典]
- 秋田側の休憩・宿泊所はさとみ温泉だった。